# Вечера, Хелена фон
Баронесса Хелена фон Вечера (нем. Helene von Vetsera; 1847, Марсель — 1 февраля 1925, Вена) — австрийская дворянка греческо-австрийского происхождения.

## Биография
Хелена Бальтацци родилась в семье греческого банкира Теодора Бальтацци (1788—1860) и его первой жены Деспины Вулкович. Имела итальяно-греко-английские корни. Отец сделал состояние в Стамбуле; имел двух жён и девять детей. Родители умерли рано. Опекуном стал друг семьи, австрийский дипломат риттер Альбин фон Вечера (1825—1887). В 1864 году он женился на шестнадцатилетней Хелене. В 1870 году Альбину был пожалован титул барона. Хелена с мужем переехала в Вену. Альбин умер от инфаркта в 1887 году.

## Семья

### Братья и сёстры
Хелена была старшим ребёнком в семье Бальтацци. Имела полнородную сестру Элизабет (1849—1899), единокровных сестёр Шарлотту (1856—1875), Эвелину  (1855—1901) и Вирджинию (1857—1929), а также четверых единокровных братьев Александра (1850—1914), Аристидеса (1853—1914), Гектора (1854—1916) и Генриха (1858—1940).
Дом Бальтацци славился своими конюшнями, их лошади участвовали в крупных международных скачках. Александр и Аристидес совместно владели знаменитым скакуном Кисбером (нем. Kisber), который выиграл Эпсом Дерби в 1876 году. Гектор был хорошим наездником.
Шарлотта была замужем за графом Георгом Эрдоди. Эвелин была замужем за австрийским графом Георгом фон Штокау (1854—1901).
Члены семей Бальтацци и Вечера были известны своей деятельностью в международной политической, социальной и деловой жизни. Их тепло принимали в аристократических кругах Европы, Лондона, Парижа, Санкт-Петербурга и Вены.

### Дети
В браке с Альбином Вечерой родилось четверо детей:
- Ладислаус «Лаци» фон Вечера (1865—1881)
- Джоанна «Ханна», графиня фон Билант-Рид, баронесса фон Вечера (1868—1901)[4]
- Мария «Мэри» фон Вечера (1871—1889)
- Франц Альбин «Фери» фон Вечера (1872—1915)

Лаци погиб 8 декабря 1881 года во время пожара в театре «Ringtheater».
Мария, ставшая любовницей австрийского кронпринца Рудольфа, была обнаружена мёртвой 30 января 1889 года в замке Майерлинг. Тело Марии было перевезено в Хайлингеркройц в ночь с 31 января на 1 февраля двумя её дядями (Георг фон Штокау и Александром Бальтацци усадили мёртвую девушку на заднее сиденье экипажа между двумя мужчинами), и спешно похоронено на территории монастыря. Вскрытия не проводилось, о смерти Марии был составлен фиктивный акт. По просьбе родственников 16 мая 1889 года гроб с телом Марии был извлечён из временной могилы, заключён в ещё один медный гроб и перезахоронен.

## Последние годы
Хелена пережила мужа и всех своих детей и из-за инфляции после войны потеряла всё имущество. Она умерла в бедности в Вене в 1925 году. Похоронена на кладбище Пайербаха в Нижней Австрии.

## Художественный образ
В кино
- «Майерлинг» (1936) режиссёр — Анатоль Литвак, в роли Хелены Вечера — Марта Ренье.
- «Тайна Майерлинга» (1949) Жана Деланнуа, в роли Хелены Вечера — Жанна Маркен.
- «Майерлинг» (1968) Теренса Янга, в роли Хелены Вечера — Мони Дальме.
- В мини-сериале Роберта Дорнхельма «Кронпринц Рудольф» (2006) роль Хелены Вечера исполняет Александра Вандернот.